# Cryptochloris zyli
Cryptochloris zyli är en däggdjursart som beskrevs av Guy Chester Shortridge och Carter 1938. Cryptochloris zyli ingår i släktet Cryptochloris, och familjen guldmullvadar. IUCN kategoriserar arten globalt som starkt hotad. Inga underarter finns listade.
Denna guldmullvad förekommer i ett begränsat utbredningsområde i västra Sydafrika. Arten lever i sandiga habitat med suckulenter.
Pälsen på ovansidan är gråaktig och glänsande medan undersidan gråa päls saknar glans. I ansiktet förekommer några vita mönster. Cryptochloris zyli har fyra fingrar vid framtassen och den fjärde är förminskad. Fingrarna är utrustade med klor.